# 青洲修道院

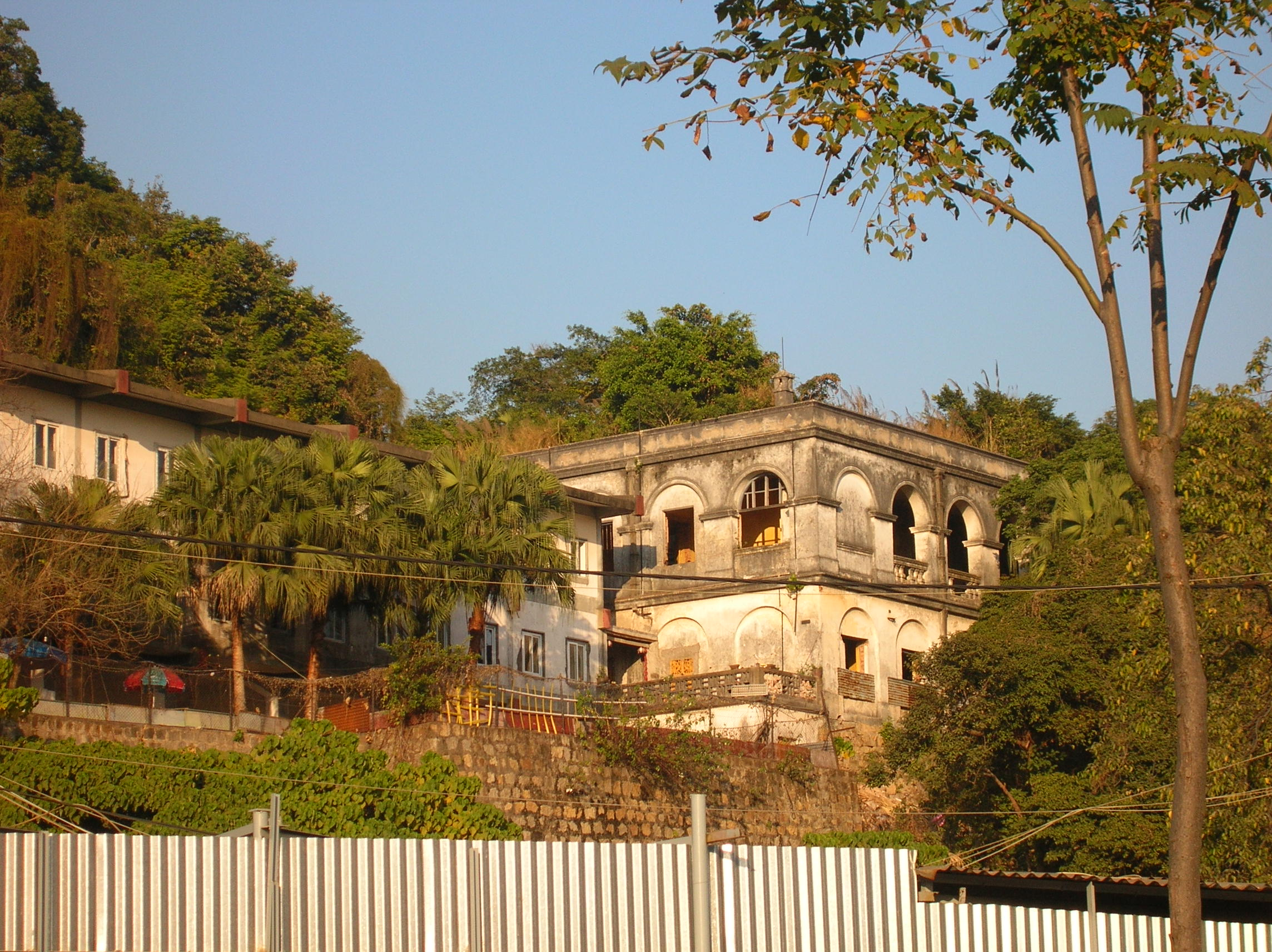
青洲修道院現況

青洲修道院（葡萄牙語：Convento da Ilha Verde）又名青洲避靜院（葡萄牙語：Casa de Retiros da Ilha Verde），是位於澳門半島西北部青洲山上的古老修道院。建築物約有180多年歷史，屬於典型南歐風格建築，結構與西望洋山的峰景酒店相似，但不曾收錄在《澳門文物名錄》中。

## 沿革
早於1606年(明萬曆三十四年)，耶穌會士已在青洲修建敎堂，後於1621年(明天啟元年)被廣東右參政監司馮從龍等派人拆毀。現在的修道院約建於1828年。

## 近況
2002年，民政總署主辦的澳門藝穗節曾在此舉行過4場節目。2007年，修道院及附近一帶土地被售予內地的建築公司，後被重新改建成民工宿舍。部分結構因而被破壞，修道院旁的空地亦成為一個規模龐大的廢車回收中心。
2009年5月12日，土地工務運輸局向坊會代表介紹“青洲都市化整治計劃檢討”，認同修道院具保護價值。